# 戈爾登 (愛達荷州)
戈爾登（英語：Golden）是位於美國愛達荷州愛達荷縣的一個非建制地區。該地的面積和人口皆未知。

## 地理
戈爾登的座標為45°48′44″N 115°40′47″W / 45.81222°N 115.67972°W，而該地的平均海拔高度為1071米（即3514英尺）。